# رونالدو دي كارفاليو
رونالدو دي كارفاليو (بالبرتغالية: Ronaldo de Carvalho‏) هو مجدف برازيلي، ولد في 1 أكتوبر 1959.

## وصلات خارجية
- رونالدو دي كارفاليو على موقع الاتحاد الدولي للتجديف (الإنجليزية)
- رونالدو دي كارفاليو على موقع اللجنة الأولمبية الدولية (الإنجليزية)
- رونالدو دي كارفاليو على موقع أوليمبيديا (الإنجليزية)